# Víti

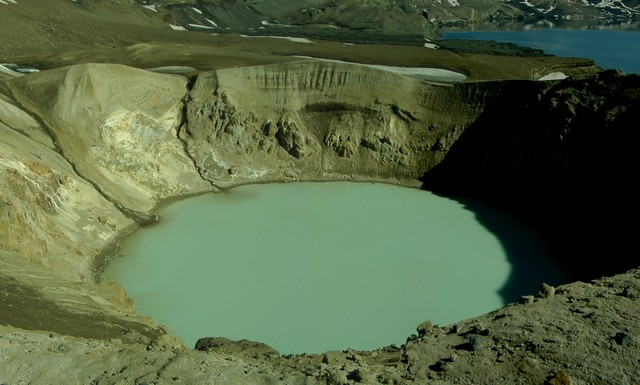
Kráter Víti (Askja)

Víti (česky Peklo) jsou dva velmi známé islandské krátery. Jeden se nachází v oblasti Askja, druhý v oblasti Krafla. Oba jsou sopečného původu a dnes jsou zatopené vodou. Svá jména získaly v době, kdy lidé věřili, že pod sopkami je peklo, jak dokládá islandský název.

## Víti (Askja)
Tento kráter vznikl při ohromné erupci stratovulkánu Askja v pohoří Dyngjufjoll 29. března 1875. Kráter leží severně od jezera Askja (Öskjuvatn). V kráteru se postupně nahromadila voda, která je díky geotermální energii teplá 20 °C až 25 °C a je možné se v ní koupat. Víti má 300 metrů v průměru. Hloubka kráteru je 60 metrů,  jezero je hluboké kolem 8 metrů.
Zeměpisné souřadnice: 65°2′50″ s. š., 16°43′37″ z. d.

## Víti (Krafla)

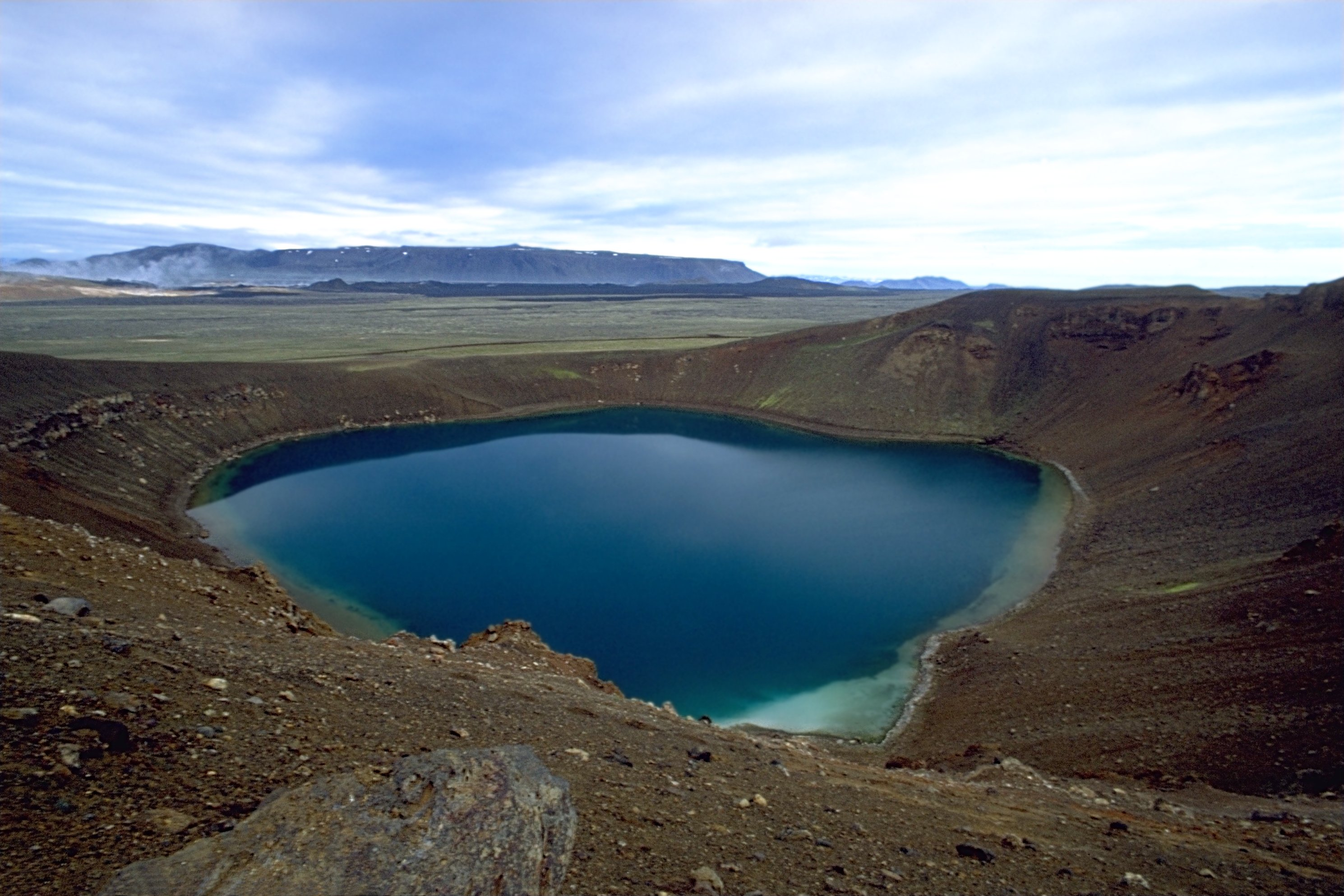
Kráter Víti (Krafla)

Druhé  jezero Víti se nachází na východním úpatí sopky Krafla na severu Islandu.
Zeměpisné souřadnice: 65°43′3″ s. š., 16°45′17″ z. d.